# 논공중학교
논공중학교(論工中學校)는 대한민국 대구광역시 달성군 논공읍 남리에 위치한 공립 중학교이다.

## 학교 연혁
- 1996년 11월 9일 : 논공중학교 설립 의결(18학급), 대구광역시교육위원회
- 1998년 3월 1일 : 초대 김서규 교장 취임
- 1998년 3월 5일 : 제1회 입학식 거행(신입생 남 104명, 여 100명 계 204명)
- 1998년 5월 11일 : 학교 급식 실시
- 1998년 6월 4일 : 신축교사 준공
- 1999년 8월 12일 : 씨름장 및 씨름선수 합숙소 설치
- 2002년 2월 8일 : 교우지 "느티" 창간
- 2011년 10월 28일 : 희망관 개관
- 2018년 9월 1일 : 제11대 임이숙 교장 취임
- 2020년 12월 23일 : 도서실 현대화 증,개축 개관
- 2021년 2월 11일 : 제21회 졸업식(남 29명, 여 27명 계 56명, 누계 3,326명)
- 2022년 3월 2일 : 제25회 입학식(남 18명, 여 19명 계 37명)
- 2025년 3월 4일 : 제28회 입학식 (남 20명, 여 9명 계 29명)

## 참고 자료
- 논공중학교 - 한국교육학술정보원 학교알리미